# Шигета, Джеймс
Джеймс Сабуро Сигэта (англ. James Saburo Shigeta; 17 июня 1929, Гонолулу, Гавайи — 28 июля 2014, Лос-Анджелес, Калифорния, США) — американский киноактёр, певец и музыкант. Обладатель награды «Золотой глобус».

## Биография
Родился на Гавайах 17 июня 1929 года. С 1951 по 1954 год служил в морской пехоте США, участник войны в Корее. Впервые появился на экране в 1959 году в фильме «Кровавое кимоно». Стал широко известным после фильма-мюзикла «Flower Drum Song».
Играл роли как положительных, так и отрицательных героев, чаще всего японцев, китайцев, корейцев или тибетцев. Часто снимался в телесериалах, но в непостоянных ролях, обычно как приглашённая звезда.
В 1960 году актёр был удостоен премии «Золотой глобус» как самый многообещающий новичок. Снимался в основном в боевиках, драмах и в детективных лентах. Мировую известность Сигэте принесла роль Джо Такаги в «Крепком орешке» в 1988 году. В 2007 году актёр перенес инсульт, но быстро оправился. Закончил карьеру в 2009 году. В последние годы жизни редко выходил на улицу и вёл затворнический образ жизни.
Умер 28 июля 2014 года у себя дома в Лос-Анджелесе от инсульта. Похоронен в Гонолулу. Джеймс Сигэта никогда не был женат и не имел детей.

## Фильмография
- 1959 — «Кровавое кимоно»
- 1973 — «Потерянный горизонт»
- 1974 — «Якудза» — Горо
- 1988 — «Крепкий орешек» — Джозеф Ёсинобу Такаги
- 1994 — «Человек полуночи» — Мао Мак
- 1996 — «Космическая пехота»
- 1997 — «Драйв» — мистер Лау
- 2000 — «Брат якудзы» — Сугимото